# 오토기어
오토기어(AutoGear)는 대한민국 기업 디지털기어(사업자 번호 : 134-21-43312)에서 운영하는 자동차 리뷰 사이트 보관됨 2020-03-02 - 웨이백 머신겸 유튜브 채널이다.
홈페이지 리뷰는 2009년 5월 20일 날짜가 최초이며 유튜브는 동년 7월 23일 개설되었으나 채널 설명에 따르면 2016년 10월 22일부터 동영상 시승기를 시작했다고 나옴.

## 웹사이트
오토기어 리뷰와 사용자 리뷰 외 자동차 뉴스 등의 메뉴로 운영되고 있으며 유저 모임 등으로 유저간 친목도모도 하고 있음.

## 유튜브 채널
오토기어 대표 김정민 중심으로 운영되고 있다.
초기 영상에서는 김정민과 김창현이 고정 출연진으로, 이후 양예진 합류 후 하부 촬영 중 잠시 출연한 것을 계기로 CTS-V 차알못 시승기를 시작, 자리잡기 시작했다.
김정민은 본래 2004년부터 노트기어라는 노트북 컴퓨터 리뷰 사이트를 운영한 IT기기 리뷰어였다. 오토기어는 취미로 시작했다고 알려져 있고 현재에는 오토기어가 주된 사이트가 되었다. 일부 팬들에게는 카이스트 출신의 공학도, F3 드라이버 출신이라고 알려져 있으나 확인된 바는 없다.

## 바이크 논란
쌍용 렉스턴 스포츠를 리뷰하는 과정에서 칼치기 틈새주행 후 대놓고 신호위반한 오토바이를 목격하고 이에 대한 견해를 밝혔다.
> 차로 대접을 받고싶으시면, 차선을 지켜서 흐름에 따라 가세요.
> "'필요할때는 나는 바이크고, 차 사이로 갈 수 있다' 이렇게 이야기하시면 차주분들도 차로 대접 안합니다." 라고 했다.
이후 달바다, 바이크갤러리 등의 사이트에서 논란이 되자 이러한 고정댓글을 개시하였다.
>15:36에서의 지적은 일부 나라에서 정체시 제한적으로 허용하거나 허용을 놓고 논의가 진행중인 차로 간 주행에 대한 견해를 표현한 것이 아닙니다. 교통 흐름이 원활하고 차량 통행이 많지 않은 평온한 도로에서 신호 대기시 차사이를 비집고 들어와 망설임 없이 신호를 위반하는 바이크에 대해서 경종을 울리기 위한 목적입니다. 현장에서는 신호 위반에 대한 직접적인 지적을 방송에서 다루기가 좀 애매하여 차선을 지키면서 자동차의 흐름에 잘 맞춰 주행을 해야 한다는 점을 부각하다보니 차선 쪽에만 포커스를 맞춰 차로 간 주행에 대한 견해를 표명하는 것처럼 보일 수 있다
1. ↑  저서 노트북 구입 & 활용 가이드, 저자 소개에 성균관대 평생교육원 컴퓨터 강좌 강사 출신으로 되어 있다.
2. ↑  홍정기 (2020년 3월 4일). “유튜브 채널 노보스 인더스트리, 악플 조장과 방관으로 유튜브 채널 오토기어 고소”. 미디어리퍼블릭.
3. ↑  해당 영상은 현재 삭제되었다.